# Communauté d'agglomération Argenteuil-Bezons
La communauté d'agglomération Argenteuil-Bezons est une ancienne structure intercommunale française, située dans le département du Val-d'Oise, dissoute le 1er janvier 2016.

## Historique
Avant même la naissance de la communauté, de nombreuses coopérations existaient entre les villes d'Argenteuil et de Bezons : 
- la société d’économie mixte Semarg (Rives de Seine développement) ;
- la MIDEC (Mission intercommunale de développement économique du bassin d’Argenteuil-Bezons [1] ;
- l’Office public intercommunal d’HLM Argenteuil-Bezons, devenu AB Habitat, créé en 1957[2];
- l’Épafab (établissement public d’action foncière d’Argenteuil-Bezons) ;
- un réseau de transports interurbains (R'Bus).

Les villes d'Argenteuil et de Bezons ont signé un accord d’intercommunalité le 14 décembre 2005 ; celui-ci s’est traduit par la naissance, le 1er janvier 2006, de la communauté d’agglomération Argenteuil-Bezons qui regroupe ces deux communes. Depuis lors, le périmètre de la communauté n'a pas évolué.
En raison notamment d'un désaccord entre les deux communes lors de l'élection du président de l'intercommunalité à la suite des élections municipales de 2014 dans le Val-d'Oise, qui ont vu le basculement politique d'Argenteuil, le nouveau maire, Georges Mothron a annoncé en 2014 sa volonté de quitter la communauté d'agglomération,. De ce fait, Argenteuil a souhaité rejoindre la métropole du Grand Paris.
Il a donc profité de la volonté gouvernementale de favoriser le développement du centre de l'agglomération parisienne comme pôle mondial, la commune a souhaité adhérer à la  métropole du Grand Paris (MGP), destinée à regrouper Paris et les communes de la petite couronne, mais également des communes de la grande couronne.
Le décret du 30 septembre 2015 fixant les limites de la métropole a entériné ce choix. De ce fait, la communauté d'agglomération, réduite à une seule commune, est supprimée le 1er janvier 2016, et la ville de Bezons rejoint à cette date la nouvelle communauté d'agglomération Saint-Germain Boucles de Seine.

## Territoire communautaire

### Géographie
La communauté d’agglomération Argenteuil-Bezons s’étendait sur 2 140 hectares et comptait 132 000 habitants. Elle était située au sud du Val-d'Oise, aux frontières des Hauts-de-Seine, de la Seine-Saint-Denis et des Yvelines.
Avec 9 km de façade sur la Seine en aval de Paris et un paysage de coteaux, l’agglomération disposait d’une situation géographique exceptionnelle en Île-de-France.
Un des atouts importants de l’agglomération Argenteuil-Bezons était sa proximité avec les grands axes de transport : les autoroutes A15 et A86 pour le transport routier (qui relie Cergy en 35 minutes et l'aéroport de Roissy en 30 minutes), la ligne J du Transilien qui relie les gares d’Argenteuil et du Val-d’Argenteuil à la gare de Paris-Saint-Lazare et, depuis fin 2012, le prolongement de la ligne T2 jusqu'au pont de Bezons qui relie La Défense en 12 minutes. 

### Composition
La communauté était composée des deux communes suivantes :
- Bezons (chef-lieu)
- Argenteuil

## Administration

### Siège
Le siège de l'agglomération était à Bezons.

### Élus
La Communauté d'agglomération était administrée par son Conseil communautaire, composé, pour la mandature 2014-2020, de 48  conseillers communautaires, qui sont des conseillers municipaux, à raison de 24 représentant pour chaque commune, malgré leur différence de population.
Le conseil communautaire du 7 avril 2014 a réélu son président, Philippe Doucet, député du Val-d'Oise, et constitué son bureau pour la mandature commençant en 2014, qui comprend, outre le président, dix vice-présidents ,.
Georges Mothron, le nouveau maire de la commune la plus importante n'a donc pas été élu président de l'intercommunalité, et a annoncé engager une réflexion sur la sortie de sa commune de la communauté d'agglomération,, qui a abouti le 1er janvier 2016.

### Liste des présidents
| Période | Période          | Identité        | Étiquette | Qualité |
| ------- | ---------------- | --------------- | --------- | --- |
| 2006    | 2008             | Georges Mothron | UMP       | Maire d'Argenteuil (2001 → 2008 et 2014 → ) Député du Val-d'Oise (5e circ.) (1993 → 1997 et 2002 → 2012)                                                   |
| 2008    | 31 décembre 2015 | Philippe Doucet | PS        | Cadre d'entreprises du secteur technologique Maire d'Argenteuil (2008 → 2014) Député du Val-d'Oise (5e circ.) (2012 → 2017) Réélu pour le mandat 2014-2020 |

### Compétences
L'agglomération exerçait les compétences qui lui ont été transférées, dans le cadre du code général des collectivités territoriales, par les communes membres. 
Au 1er janvier 2012, ces compétences étaient : 
Compétences obligatoires
- Développement économique.
- Aménagement de l’espace communautaire.
- Équilibre social de l’habitat.
- Politique de la ville.
- Organisation des transports urbains.

Compétences optionnelles
- Le cadre de vie.
- Enseignement de la musique, de la danse et des arts dramatiques.

Compétences facultatives choisies volontairement par les deux villes
- Emploi.
- Aménagement des berges de Seine.
- Agenda 21.
- Collecte et traitement des déchets des ménages et déchets assimilés.
- Soutien et valorisation de l'enseignement supérieur et de la recherche.
- Espaces verts[3].

### Régime fiscal et budget
Comme toutes les communautés d'agglomération, Argenteuil-Bezons était financée par la fiscalité professionnelle unique (FPU), qui a succédé à la Taxe professionnelle unique (TPU), et qui assure une péréquation fiscale entre les communes regroupant de nombreuses entreprises et les communes résidentielles.